# Provador de llit d'agulles

Les agulles carregades amb molla són un component del test de llit d'agulles

Un provador de llit d'agulles és un dispositiu de prova electrònic tradicional utilitzat per a proves en circuit. Té nombrosos agulles inserides als forats d'una làmina laminat de tela de vidre fenòlic epoxi (G-10) que s'alineen mitjançant agulles d'eines per fer contacte amb punts de prova d'una placa de circuit imprès i també estan connectades a una unitat de mesura mitjançant cables. Anomenats per analogia amb un llit de claus del món real, aquests dispositius contenen una sèrie de petites agulles de pogo carregades amb molla; cada pin de pogo entra en contacte amb un node dels circuits del DUT (dispositiu sota prova).
En prémer el DUT contra el llit de claus, es pot fer un contacte fiable de manera ràpida i simultània amb centenars o fins i tot milers de punts de prova individuals dins dels circuits del DUT. La força de retenció es pot proporcionar manualment o mitjançant un buit o un premsador mecànic, estirant així el DUT cap avall sobre els claus.
Els dispositius que s'han provat en un test de llit d'agulles poden mostrar proves d'això després del procés: sovint es poden veure petits forats (de les puntes afilades de les agulles Pogo) a moltes de les connexions soldades del PCB.
Els accessoris del llit de claus requereixen un conjunt mecànic per mantenir el PCB al seu lloc. Els accessoris poden subjectar el PCB amb un buit o pressionant cap avall des de la part superior del PCB. Els accessoris de buit ofereixen una millor lectura del senyal en comparació amb el tipus de pressió cap avall. D'altra banda, els accessoris de buit són cars a causa de la seva alta complexitat de fabricació. A més, els accessoris de buit no es poden utilitzar en sistemes de llit de claus que s'utilitzen en línies de producció automatitzades, on el tauler es carrega automàticament al provador mitjançant un mecanisme de manipulació.
El llit de claus o accessoris, com s'anomena generalment, s'utilitza juntament amb un provador en circuit. Equipaments amb una graella de 0,8 mm per a claus petites i diàmetre del punt de prova 0,6 mm són teòricament possibles sense utilitzar construccions especials. Però en la producció en massa, diàmetres de punt de prova d'1,0 mm o superiors normalment s'utilitzen per minimitzar les fallades de contacte, la qual cosa comporta uns costos de mecanitzat més baixos.
Aquesta tècnica de prova de PCB està sent substituïda lentament per tècniques d'exploració de límits (claus de prova de silici), inspecció òptica automatitzada i autoprova integrada, a causa de la reducció de la mida del producte i la manca d'espai als PCB per als coixinets de prova. No obstant això, les TIC bed-of-nails s'utilitzen en la producció massiva per detectar fallades abans de fer proves de final de línia i produir ferralla.